# علم المناخ القديم

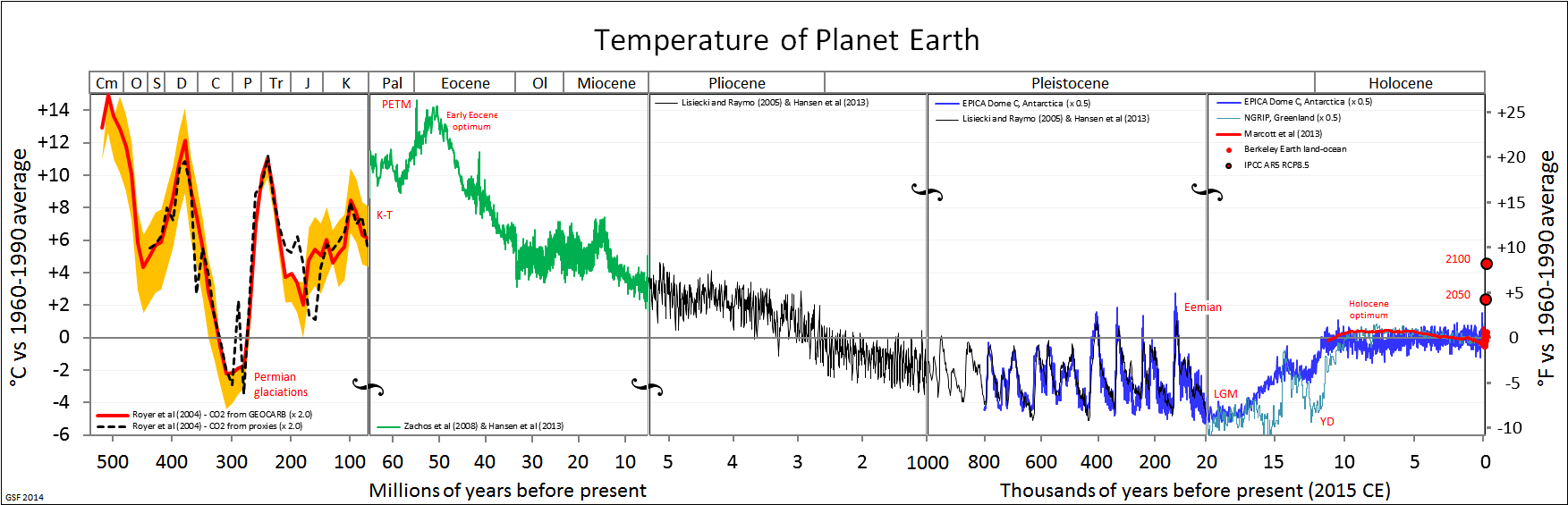

علم المناخ القديم هو علم دراسة التغيرات المناخية على مستوى تاريخ الأرض بالكامل. هو علم يستخدم مجموعة متنوعة من أساليب عناصر المناخ المساندة في علوم الأرض والحياة للحصول على بيانات محفوظة من قبل داخل، مثلاً الصخور والرواسب والغطاء الجليدي وحلقات الشجر والمرجان والأصداف وقواقع والأحافير الدقيقة، وتتم الاستعانة بهذه السجلات بعد ذلك في تحديد الحالات السابقة التي شهدتها المناطق المناخية المختلفة على سطح الأرض والنظام الجوي. وغالبًا ما تنعكس دراسات التغيرات السابقة في البيئة والتنوع البيولوجي على الوضع الحالي، وخصوصًا تأثير المناخ على الانقراض الجماعي والانتعاش البيولوجي.

## إعادة بناء الظروف المناخية القديمة
يستخدم علماء المناخ القديم مجموعة كبيرة من التقنيات للاستدلال على الظروف المناخية القديمة.

### الثلج

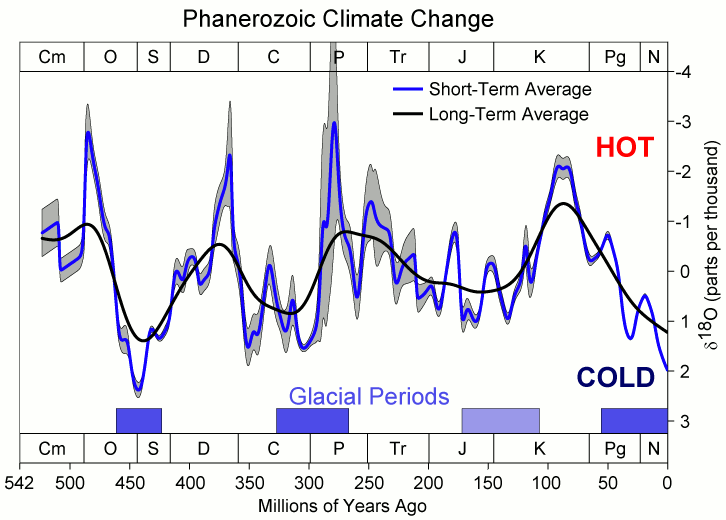

تقدم جبال الثلج والقلنسوات الجليدية/الغطاء الجليدي القطبي الكثير من البيانات عن المناخ القديم. وقد توصلت مشروعات تجويف الثلج في القلنسوات الجليدية في غرينلاند والقارة القطبية الجنوبية إلى بيانات تعود إلى مئات الآلاف من السنين-ما يزيد عن 800000 عام في حالة مشروع إبيكا (EPICA).
- الهواء الذي يحبس داخل الثلج المتساقط يصبح مغطى بفقاقيع صغيرة بينما يتم ضغط الثلج إلى جليد في النهر الجليدي تحت وزن الثلج المتراكم على مدى السنوات التالية. وقد أثبت هذا الهواء المحبوس أنه مصدر قيّم للغاية يمكن استخدامه في القياس المباشر لتكوّن الهواء منذ وقت تكوّن الجليد.
- يمكن ملاحظة الطبقات نتيجة الفواصل الموسمية في تراكم الجليد، والتي يمكن استغلالها في إعداد تسلسل زمني؛ حيث يتم الربط بين أعماق معينة من لب الجليد وفترات زمنية.
- ويمكن استخدام التغيرات في سماكة الطبقات في تحديد التغيرات التي طرأت على الترسيب أو درجة الحرارة.
- إن تغير كمية الأكسجين-18 في طبقات الثلج يدل على التغيرات التي طرأت على متوسط درجة حرارة سطح المحيط. وتتبخر جزيئات الماء التي تحتوي على غاز الأكسجين-18 الأثقل عند درجات حرارة أعلى من جزيئات الماء التي تحتوي على نظير الأكسجين-16 الطبيعي. وترتفع نسبة الأكسجين-18 والأكسجين-16 مع ارتفاع درجات الحرارة. علاوة على أنها تعتمد على عوامل أخرى، مثل درجة ملوحة الماء وكمية الماء المحجوزة بين الغطاء الجليدي. وقد تم اكتشاف وجود دورات مختلفة في نسب هذه النظائر.
- تمت ملاحظة وجود حبوب لقاح في لب الجليد ويمكن الاستعانة بها في التعرف على النباتات التي كانت موجودة في الوقت الذي تشكلت فيه طبقة الجليد. يتم إنتاج حبوب اللقاح بكثرة ويمكن عمومًا فهم كيفية انتشارها بشكل جيد. ويمكن التعرف على عدد حبوب اللقاح في طبقة معينة من خلال ملاحظة إجمالي عدد حبوب اللقاح المصنفة حسب النوع (الشكل) في عينة مراقبة من هذه الطبقة. ومن الممكن تحديد التغيرات في معدل تكرار نمو النبات مع مرور الوقت عبر التحليل الإحصائي لأعداد حبوب اللقاح في اللب. وتؤدي معرفة النباتات التي كانت موجودة إلى فهم الترسيب ودرجة الحرارة وأنواع الحياة الحيوانية التي كانت موجودة في فترة زمنية معينة. يتضمن علم الطلع دراسة حبوب اللقاح لهذه الأغراض.
- يوجد الرماد البركاني في بعض الطبقات، ويمكن استخدامه في الاستدلال على وقت تشكيل الطبقة. ويقوم كل حدث بركاني بتوزيع رماد يتميز بمجموعة من الخصائص الفريدة (الشكل ولون الجسيمات والتوقيع الكيميائي). وسيسهم الاستدلال على مصدر الرماد في تحديد الفترة الزمنية المرتبطة بطبقة الجليد.

### قائمة المصادر
1. باردلي, رايموند س. (1985). علم المناخ القديم: طرق إعادة الإعمار للمناخ القديم. بوستون: ألين و أن ون. ISBN:0-04-551067-9.
2. كرونين, توماس ن. (2010). فهم تغير المناخ في الماضي والحاضر. نيو يوك: مطبعة جامعة كولومبيا.
3. امبري, جون (1986, سـ1979). العصر الجليدي: تحليل اللغز. كامبردج أم أي: مطبعة جامعة هارفارد. ISBN:0-674-44075-7. {{استشهاد بكتاب}}: تحقق من التاريخ في: |سنة= (مساعدة)
4. مارغلوس، لاين؛ ساجان، دوريون (1986). أصول الجنس: ثلاثة مليارات سنة من إعادة التركيب الجيني. سلسلة اصول بيو. نيو هافين: مطبعة جامعو يال. ISBN:0-300-03340-0.
5. جولد ,ستيفن جاي (1989). الحياة الرائعة، قصة عن بورغيس السجيل. نيو يورك: W.W. نورتون. ISBN:0-393-02705-8.
6. كرولي, تومان  ج.؛ نورث, جيرالد ر. (1996). علم المناخ القدبم. دراسات أكسفورد عن الجيولوجيا والفيزياء الجغرافية. اوكسفورد: مطبعة كلاريندون. ج. 18. ISBN:0-19-510533-8.
7. كارل هاينز لودفيغ (2006).  ايين كروز جيشيتي قصر كليماز. فون دير انتسيتيهونج دير ايردي مكرر هيوت لطين، ( التاريخ القصير للمناخ، من تطور الأرض حتى اليوم) هربست, ISBN 3-406-54746
8. ويليام ف. روديمان (2001). مناخ الأرض - الماضي والمستقبل. بالجريف ماكميليان. ISBN:0-7167-3741-8.
9. ب. ويندلي (1984). القارات المتطورة. نيو يورك: مطبعة ويللي.
10. درامون, كارل ن. و ويلكيسون, بروس اج. (2006). "تقلبية المناخ في البيانات". مجلة الجيولوجيا. ج. 114 ع. 3: 325–339. Bibcode:2006JG....114..325D. DOI:10.1086/500992.{{استشهاد بدورية محكمة}}:  صيانة الاستشهاد: أسماء متعددة: قائمة المؤلفين (link)